# Záhoří (Chroboly)
Záhoří (německy Zaborsch) je malá vesnice, část obce Chroboly v okrese Prachatice v Jihočeském kraji. Nachází se asi tři kilometry východně od Chrobol. Prochází zde silnice II/143. Je zde evidováno 29 adres. V roce 2011 zde trvale žilo 64 obyvatel.
Záhoří leží v katastrálním území Záhoří u Chrobol o rozloze 11,15 km². V katastrálním území Záhoří u Chrobol leží i Příslop. Ve vsi je autobusová zastávka Chroboly, Záhoří.

## Historie
První písemná zmínka o vesnici pochází z roku 1263. V letech 1938 až 1945 byla ves v důsledku uzavření Mnichovské dohody přičleněna k nacistickému Německu.

## Obyvatelstvo
| Rok            | 1869 | 1880 | 1890 | 1900 | 1910 | 1921 | 1930 | 1950 | 1961 | 1970 | 1980 | 1991 | 2001 | 2011 | 2021 |
| -------------- | ---- | ---- | ---- | ---- | ---- | ---- | ---- | ---- | ---- | ---- | ---- | ---- | ---- | ---- | ---- |
| Počet obyvatel | 226  | 198  | 188  | 179  | 174  | 173  | 195  | 85   | 66   | 63   | 63   | 56   | 56   | 64   | 59   |
| Počet domů     | 24   | 26   | 25   | 26   | 27   | 27   | 27   | 28   | 28   | 14   | 14   | 14   | 24   | 26   | 26   |

## Obecní správa
Při sčítání lidu v letech 1850–1959 Záhoří bylo samostatnou obcí v okrese Prachatice. Od roku 1960 je částí obce Chroboly v okrese Prachatice. V letech 1850–1929 k obci patřila Jáma a v letech 1850–1959 také Příslop.

## Pamětihodnosti
- Na východním kraji vsi stojí výklenková kaplička.
- Kaple postavená u západního okraje vesnice roku 1889 Rosalii Kalischko, 24leté oběti požáru z 23. září 1887.
- Jižně od vsi je přírodní památka Pod Ostrou horou.